# Restituto Javier
Restituto Javier (Manilla, 10 juni 1873 - Tabaco, 20 december 1936) was een Filipijns onafhankelijkheidsstrijder gedurende de Filipijnse Revolutie.

## Biografie
Restituto Javier werd geboren op 10 juni 1873 in Tondo in de Filipijnse hoofdstad Manilla. Hij was het derde kind van Luciano Javier en Telesfora Acosta. Zijn lagere schoolperiode kreeg hij onderwijs op een priveschool onder leiding van Pedro Serrano Laktaw, een onderwijzer die ook Alfons XIII van Spanje nog had onderwezen in zijn jonge jaren. Zijn middelbare school maakte hij niet af, nadat hij een baan kreeg bij de douane. Later werkte Javier voor het Duitse bedrijf Fressel & Co, waar hij ook Andres Bonifacio leerde kennen.
Javier was een van de eerste leden van de ondergrondse verzetsbeweging Katipunan en had een nauwe band met Andres Bonifacio. In 1893 was hij ook een van de leden van de tweede Supreme Council van de beweging. Hij was vanaf dat jaar actief in het verspreiden van het revolutionaire gedachtegoed, eerst in Santa Cruz en later buiten Manilla in de provincies Laguna en Nueva Ecija. Na de ontdekking van de Katipunan op 19 augustus 1896 werd hij gearresteerd en veroordeeld tot 202 jaar ballingschap. Hij werd samen met Isabelo de los Reyes en Pascual Poblete op een schip gezet naar San Sebastián de la Gomera. Op 19 augustus 1899 kon hij echter terugkeren in de Filipijnen na een uitruil van gevangenen. Hij sloot zich direct na terugkeer weer aan bij de opstandelingen en leidde een groep van 300 manschappen in de Filipijns-Amerikaanse Oorlog onder supervisie van generaal Pantaleon Garcia. Nadat hij een ziekte opliep in Buenavista in Santa Maria in de provincie Bulacan werd hij heimelijk naar Manilla gebracht voor een behandeling.
Javier overleed in 1936 op 63-jarige leeftijd. Hij trouwde drie maal. Met zijn eerste vrouw Benita Rodriguez had hij een kind. Met een tweede vrouw kreeg Javier geen kinderen en met zijn derde vrouw Amelia de Jesus kreeg hij twee zonen.